# 巴比倫尼亞
巴比倫尼亞（英語：Babylonia，羅馬化：māt Akkadī）是美索不達米亞中南部（現今伊拉克）的一個古代文化地區，此地的政权一般定都巴比倫，因而得名。
巴比伦尼亚在前19世纪到前5世纪之间产生过一系列政权，其统治者一般自称为「苏美尔与阿卡德之王」（𒈗 𒆠𒂗𒄀 𒅇 𒆠𒌵），这是将该地区以尼普尔为界分为「苏美尔」和「阿卡德」的南北两部分。
该地形成一个地区概念要等到喀西特王朝时期，此时的阿玛尔纳文书里出现了卡尔杜尼亚什这一指代巴比伦尼亚的概念；而以「巴比伦」为名的涵盖此地的正式建制则由波斯人发明，「巴比伦尼亚」一词则由希腊人发明。
巴比伦尼亚的历史可以分为如此几个时代：
| 乌尔                                                                       | 前2112-2004           |                                                                            |
| 伊新                                                                       | 前2017-前1792         |                                                                            |
| 拉尔萨                                                                     | 前1920年代-前1764     |                                                                            |
| 巴比伦的汉谟拉比统一了两河流域南部，自此两河流域南部开始被视作巴比伦尼亚。 |                       |                                                                            |
| 巴比伦第一王朝：阿摩利王朝                                                 | 前1894-前1595         | 王表原文作「巴比伦王朝」。                                                 |
| 巴比伦第二王朝：海国第一王朝                                               | 前18世纪末-前15世纪末 | 王表原文作「吴鲁库格王朝」。                                               |
| 巴比伦第三王朝：加喜特王朝                                                 | 前15世纪-前1155       |                                                                            |
| 巴比伦第四王朝：伊新第二王朝                                               | 前1153-前1022         |                                                                            |
| 巴比伦第五王朝：海国第二王朝                                               | 前1022-前1001         |                                                                            |
| 巴比伦第六王朝：巴孜王朝                                                   | 前1000-前981          |                                                                            |
| 巴比伦第七王朝：埃兰王朝                                                   | 前980-前975           |                                                                            |
| 巴比伦第八王朝                                                             | 前974-前732           | 这个王朝的原文名字残缺不全。它包括了巴比伦自艰难复兴到被亚述人附庸的历史。 |
| 巴比伦第九王朝                                                             | 前731-前627           | 这个王朝的名字不详，它大体上是巴比伦被新亚述帝国统治的时期。               |
| 新巴比伦王国                                                               | 前626-前539           |                                                                            |
| 阿契美尼德王朝的居鲁士二世在前539年征服了新巴比伦王国。                    |                       |                                                                            |
| 波斯帝国统治时期                                                           | 前539-前330           |                                                                            |
| 亚历山大帝国                                                               | 前330-前312           | 包括继业者战争时期。                                                       |
| 塞琉古帝国                                                                 | 前312-前141           | 截止于米特里达梯一世统治巴比伦。                                           |
| 前141年左右，巴比伦尼亚被安息帝国占领，渐渐成为波斯的一部分。              |                       |                                                                            |

## 第五、六、七王朝
在亚兰人的入侵下，巴比伦第四王朝崩溃。接下来巴比伦王表叙述了一连串短暂的王朝，分别是「海国王朝」、「巴孜王朝」、「埃兰王朝」。
第五王朝的名字「海国王朝」可能意味着此时巴比伦尼亚的统治者无法控制北部地区，此地已经被亚兰人渗透。第五王朝、第六王朝的国王都可能和加喜特人有关。
第七王朝「埃兰王朝」只有一位国王，据信此人有埃兰血统。此时埃兰仍然处于「黑暗时代」，因此不太可能是埃兰国家控制了巴比伦尼亚。

## 第八王朝
第八王朝原文不明，只有一个残缺的「𒂊」，一些学者将它称之为「E王朝」或直接称呼为「不确定王朝」。此段时期巴比伦渐渐从亚兰人的冲击下恢复过来，但仍然落后于发展势头迅猛的新亚述帝国。
前812年，沙姆希阿达德五世南下第一次征服了巴比伦，虽然没过多久巴比伦就恢复了独立地位，但已经再也无力和亚述平起平坐，接下来的巴比伦要么连同各国敌对亚述，要么作为亚述的附庸。

## 亚述统治时期
1. ↑  Paul Alain-Beaulieu. . Wiley Blackwell. 2018: 24-25. ISBN 9781119459071.